# Liorhina fraterna
Liorhina fraterna är en insektsart som först beskrevs av Van Duzee 1940.  Liorhina fraterna ingår i släktet Liorhina och familjen spottstritar. Inga underarter finns listade i Catalogue of Life.